# Frederick Banting
Sir Frederick Grant Banting (født 14. november 1891 i Alliston, Ontario, Canada, død 21. februar 1941 i Newfoundland) var en canadisk medicinsk forsker og læge, der tildeltes Nobelprisen sammen med John James Rickard Macleod for opdagelsen af insulin i 1923. 
Bantings fødselsdag fejres som Verdens Diabetes Dag.
Banting flyttede til Toronto i 1921, og begyndte at arbejde for professor John Macleod sammen med den studerende Charles Best. 
Han knyttede bugspytkirtlernes kanaler fra hunde på forsøgsdyr, så der opsamledes gådefulde "bugspytkirtelafsondringer", som kunne anvendes til behandling af hunde med sukkersyge. 
Sammen med James Collip udviklede de en metode, så det var muligt at anvende almindelige kalve og køers bugspytkirtler. Disse stoffer, der udskildtes fra "bugspytkirtelafsondringerne" blev kaldt for insulin.
Banting og Macleod fik Nobelprisen i 1923. Banting delte sin andel med Charles Best, da han anså, at han havde fortjent prisen i stedet for Macleod. Macleod delte på sin side prissummen med James Collip. 
Udviklingsarbejdet med insulinen skete usædvanligt hurtigt; i løbet af nogle få måneder efter de oprindelige tanker kunne stoffet allerede masseproduceres. Den første sukkersygepatient, som behandledes med insulin var Leonard Thompson.
Allerede i 1923 grundlægges Nordisk Insulinlaboratorium af August Kongsted, August Krogh og Hans Christian Hagedorn.

## Udgivne værker
- The Internal Secretion of the Pancreas, Pancreatic Extracts, Pancreatic Extracts in the Treatment of Diabetes Mellitus, The Effect of Panreatic Extract (Insulin) on Normal Rabbits, The Preparation of Pancreatic Extracts Containing Insulin (med Best, Macleod et al.). 1922
- The Value of Insulin in the Treatment of Diabetes Mellitus, Diabetes and Insulin, Insulin in Blood, Insulin. 1923
- Medical Research and the Discovery of Insulin. 1924
- Diabetes and Insulin.  1925
- Silicosis. 1935
- Early Work on Insulin. 1937